# Emil Sauer
Emil von Sauer (Hamburg, 8 d'octubre de 1862 – Viena, 27 d'abril de 1942), va ser un compositor, pianista, editor de partitura i professor de música (piano) alemany. Va ser deixeble de Franz Liszt i un dels pianistes més distingits de la seva generació. Josef Hofmann va anomenar-lo «un veritablement gran virtuoso». Martin Krause, també deixeble de Liszt, va dir que von Sauer era «l'hereu legítim de Liszt; té més encant i genialitat que qualsevol altre deixeble de Liszt».

## Biografia
Sauer va néixer a Hamburg i el seu nom complet era Emil Georg Conrad Sauer. Va estudiar amb Nikolai Rubinstein al Conservatori de Moscou entre 1879 i 1881. En una visita a Itàlia el 1884 va conèixer la comtessa von Sayn-Wittgenstein, que el va recomanar al seu antic amant, Franz Liszt. Tot i que va estudiar amb Liszt durant dos anys, durant un temps ell mateix no es va considerar deixeble de Liszt. En una entrevista de 1895, fins i tot ho va negar:
| «                | No és correcte considerar-me deixeble de Liszt, tot i que vaig estar amb ell durant uns mesos. Aleshores era molt gran i no em podia ensenyar gaire. El meu principal mestre ha estat, sens dubte, Nicholas Rubinstein. | » |
| — Emil von Sauer | |   |

En els seus darrers anys, però, Sauer es va adonar de la influència de Liszt en ell mateix i en la música en general.
A partir de 1882 Sauer va fer freqüents i gires com a pianista virtuós amb força èxit; la seva carrera d'intèrpret va durar fins al 1940. Es va estrenar a Londres el 1894 i a Nova York el 1899. El 1901 va ser nomenat cap de la Meisterschule für Klavierspiel de l'Acadèmia de Viena, càrrec que va deixar l'abril de 1907, però hi va tornar el 1915. Alguns dels seus deixebles van continuar amb èxit com a concertistes o en altres carreres musicals destacades.
El 1917, Sauer va ser elevat a la noblesa per l'Imperi Austrohongarès, que va afegir al seu cognom la partícula nobiliària von. També va ser guardonat amb la Medalla d'Or de la Royal Philharmonic Society de Londres.
Emil von Sauer es va casar dues vegades. La seva segona esposa, Angélica Morales (Sauer), amb qui va tenir dos filla (Julio i Franz) va continuar el seu llegat en l'ensenyament.
Va morir a Viena el 27 d'abril de 1942, als setanta-nou anys.

## Interpretació
Independentment de la seva pròpia opinió inicial, es va considerar que Sauer posava èmfasi en l'enfocament original de Liszt al piano, així com en un fort enfocament romàntic d'una tècnica musical que exigia un domini total del teclat en la que es coneixia com a «escola de piano de Liszt». A diferència del seu company Maurice Rosenthal, que podia aplicar al teclat una força orquestral, es deia que von Sauer acariciava el piano d'una manera suau i polida. Els seus enregistraments el mostren com un pianista suau en el qual predominaven els tempos relaxats i l'exactitud del detall sobre el temperament. Tot i que de vegades la seva interpretació podia mancar d'amplitud, sempre era elegant i amb un acabat bonic.

## Composicions
A més d'editar les obres completes per a piano de Johannes Brahms i una sèrie d'obres acadèmiques de Pischna, Plaidy i Kullak, Sauer va escriure concerts per a piano, sonates per a piano, estudis de concert, peces per a piano i lieder. Les seves composicions han estat considerades de poca importància. No obstant això, Oleg Marshev va gravar sis CD de la seva música per a piano.

## Obres seleccionades
- Dos concerts per a piano
- Dues sonates per a piano
- Études de concert
- Suite moderna

## Discografia seleccionada
Interpretació
- Emil von Sauer—enregistraments en directe de 1940. Obres de Chopin, Sauer, Schubert, Schumann, Sgambati. Willem Mengelberg dirigeix la Royal Concertgebouw Orchestra (Arbiter CD 114).
- Emil von Sauer: The Complete Commercial Recordings (conjunt de 3 CD, Marston Records).
- Emil von Sauer Toca Liszt: Concerts per a piano núms 1 i 2. Orchestre des Concerts du Conservatoire dirigida per Felix Weingartner (Dutton Labs UK B0001DCXLK).

Composicions
- Concert per a piano núm. 1 interpretat per Stephen Hough amb l'Orquestra Simfònica de la Ciutat de Birmingham dirigida per Lawrence Foster. Enregistrat l'any 1994. El CD també conté el Concert per a piano núm. 4 en fa menor de Xaver Scharwenka, op. 82 (Hyperion núm. 66790).
- Concert per a piano núm. 2 interpretat per Oleg Marshev amb l'Aarhus Symphony Orchestra dirigida per James Loughran (Danacord DACOCD 596).
- Sonata per a piano núm. 2 i altres obres per a piano interpretades per Oleg Marshev (Danacord DACOCD 534).
- Estudis de Concert interpretat per Oleg Marshev (Danacord DACOCD 487).

## Enregistraments
- Piano Rolls (The Reproducing Piano Roll Foundation)
- Emil von Sauer - The Complete Commercial Recordings (Marston Records)
- Emil Sauer plays Liszt (Dutton Vocalion)